# Psephis gemalis
Psephis gemalis är en fjärilsart som beskrevs av William Schaus 1920. Psephis gemalis ingår i släktet Psephis och familjen Crambidae. Inga underarter finns listade i Catalogue of Life.